# خاتم الزواج (فلم 2016)
خاتم الزواج (بالإنجليزية: The Wedding Ring) هو فيلم دراما نيجيري صدر سنة 2016 وأخرجته المُخرجة رحمتو كيتا. اختير الفيلم ليكون الترشيح الرسمي لدولة النيجر بخصوص جائزة الأوسكار لأفضل فيلم بلغة أجنبية في حفل توزيع جوائز الأوسكار الحادي والتسعون، لكن لم يتم ترشيحه. فيلم خاتم الزواج هُو أول فيلم تُرشحه النيجر للتنافس في جائزة الأوسكار لأفضل فيلم بلغة أجنبية.

## طاقم التمثيل
- ماغايجا سيلبرفيلد في دور تيا.
- سالاماتو كيمبا فارينواتا
- هارونا عامود
- يازي دوجو
- علي نوهو
- مريم كابا

## روابط خارجية
مقالات تستعمل روابط فنية بلا صلة مع ويكي بيانات